# Johannes Sievers (Kunsthistoriker)
Johannes (Johann) Georg Ludwig Sievers (* 27. Juni 1880 in Berlin; † 20. Juli 1969 ebenda) war ein deutscher Kunsthistoriker, Kulturbeamter sowie Schinkel-Forscher.

## Leben

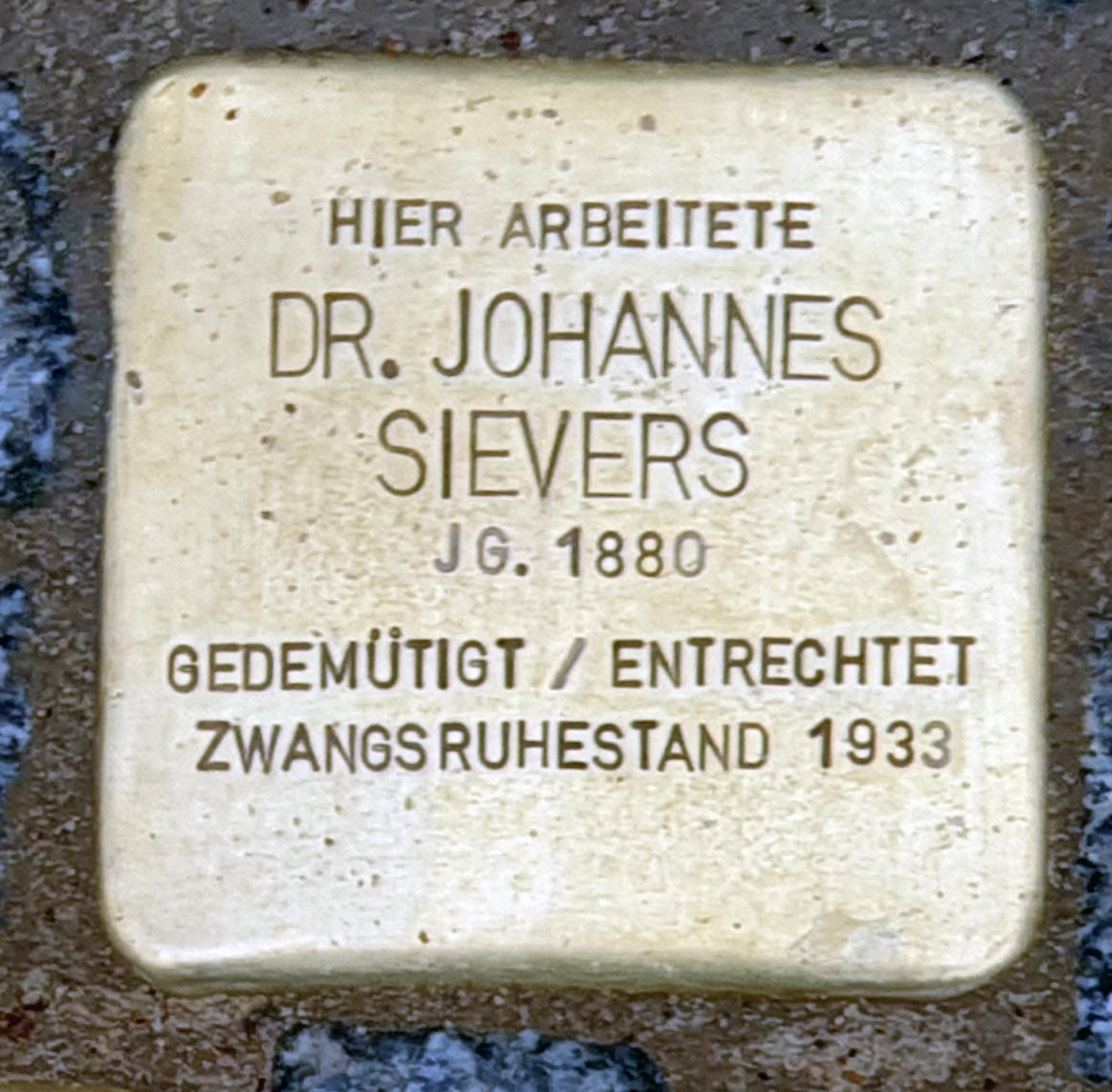
Stolperstein am Haus, Wilhelmstraße 92, in Berlin-Mitte

Johannes Sievers war der Sohn des Hofdekorationsmaler Carl Georg Wilhelm Sievers (1834–1891). Er war Schüler des Friedrich-Gymnasiums in Berlin bis zum Abitur 1901, danach folgte ein Studium der Kunstgeschichte und Klassischen Archäologie in München und Berlin, das er 1906 mit der Promotion an der Universität Halle bei Adolph Goldschmidt abschloss. Studienreisen führten ihn durch Europa, die Vereinigten Staaten von Amerika, Japan, China und Indien.
Er wurde Wissenschaftlicher Mitarbeiter und Direktorialassistent der Königlichen Museen Berlin und 1912 Referent für Kunstangelegenheiten im Preußischen Kulturministerium. 1917 wurde er zum Professor ernannt und war seit 1918 Fachleiter für Kunst- und Kunstgewerbeausstellungen, deutsche Theater-, Musik- und Konzertfragen, Film- und Lichtbildwesen sowie Sportfragen im Ausland.
Nach dem Ersten Weltkrieg erhielt Sievers 1919 eine Anstellung als Legationsrat und Leiter der Kunstabteilung des Auswärtigen Amtes. Von 1925 bis 1933 war er Vortragender Legationsrat, verantwortlich für die Umgestaltung des Schlosses Köpenick bei Berlin, den Ausbau und die Einrichtung der Zentraldirektion des Archäologischen Instituts des Deutschen Reichs in Berlin, der Römisch-Germanischen Kommission in Frankfurt am Main und des Humboldthauses in Berlin (Haus für Auslands-Studenten). Er war befreundet mit Max Slevogt und Käthe Kollwitz, deren Œuvrekatalog er bearbeitete.
Im Jahr 1931 wurde Sievers Mitglied der Deutschen Staatspartei. Nach der Machtergreifung der Nationalsozialisten und den damit verbundenen Repressalien wurde Sievers wegen der Förderung von sogenannter entarteter Kunst 1933 entlassen und in den einstweiligen Ruhestand versetzt, 1937 wurde er zwangspensioniert.
Sievers, einer der bedeutendsten Schinkel-Forscher, verfasste insgesamt vier Bände der von Paul Ortwin Rave initiierten Reihe Karl Friedrich Schinkel Lebenswerk. Das „Muster für das Schinkel-Werk“ lieferte Sievers im Jahr 1936 in einer nur für den internen Kreis bestimmten Publikation über das Palais des Prinzen August.
Johannes Sievers war ein Nachfahre von Schinkels bevorzugtem Hoftischler Karl Wanschaff, der seinerzeit eine Vielzahl von Möbelentwürfen des berühmten Universalgenies in seiner Berliner Werkstatt umsetzte, sowie des Hof-Zimmermalers Georg Sievers, der u. a. an den Wand- und Deckenmalereien des von August Stüler errichteten Neuen Museums in Berlin mitwirkte.

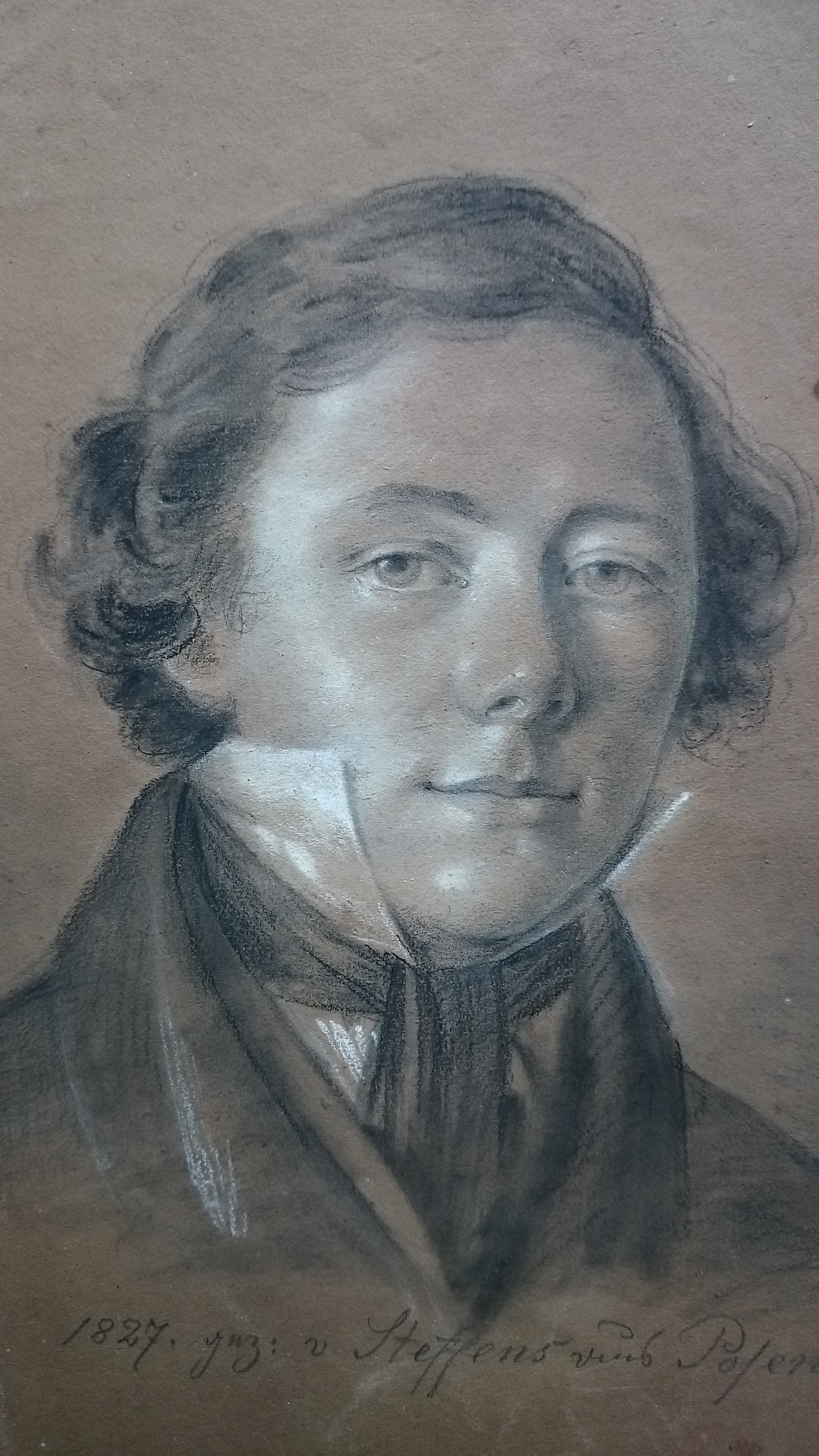
Georg Sievers, kgl. preußischer Hof-Zimmermaler, Großvater von Johannes Sievers, Zeichnung von Carl Heinrich Steffens aus dem Jahr 1827

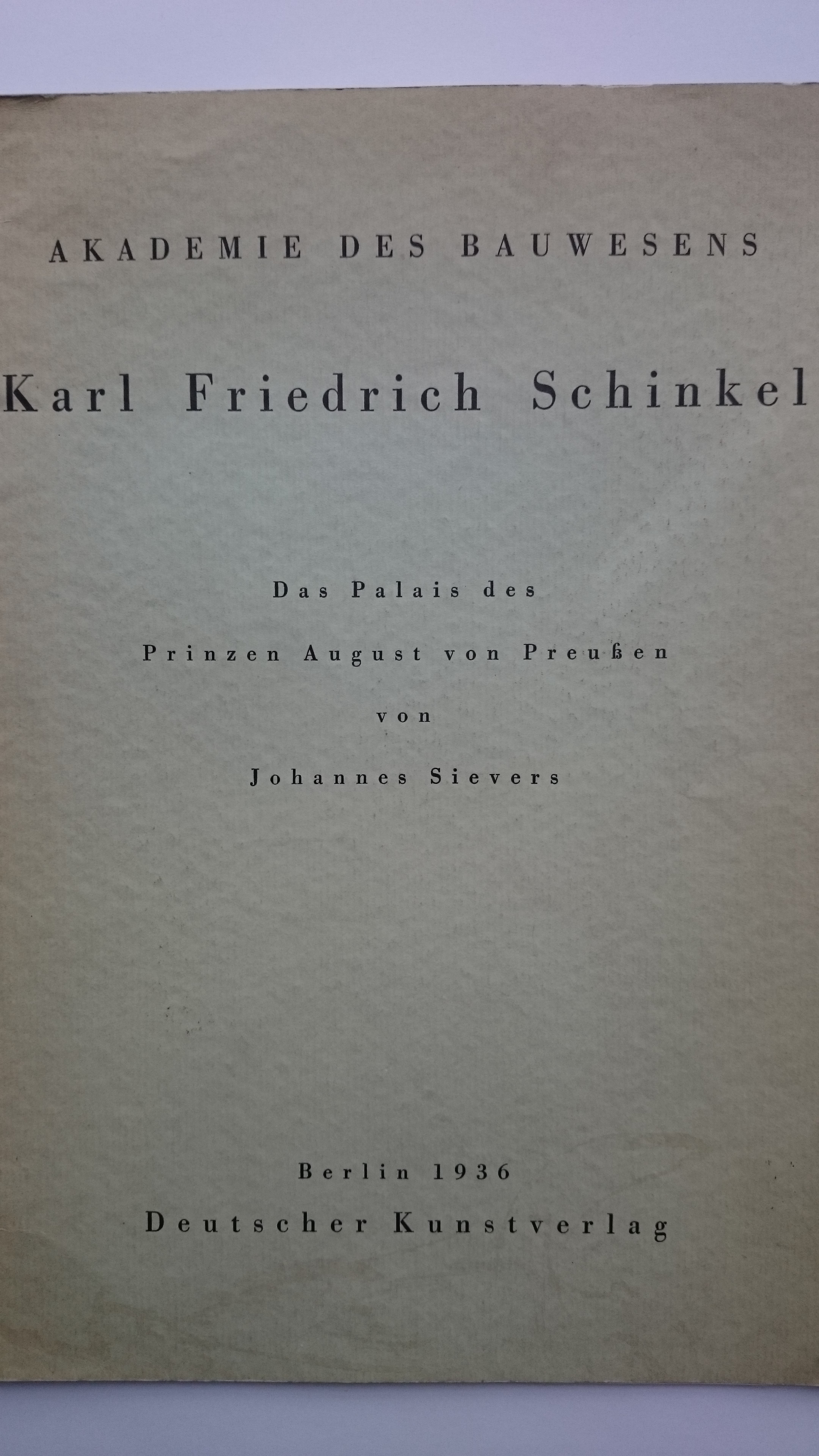
Musterpublikation für das Schinkel-Lebenswerk aus dem Jahr 1936.Johannes Sievers: Das Palais des Prinzen August von Preußen.

Sievers wurde auf dem Alten Friedhof Wannsee (Friedenstraße, Berlin-Zehlendorf) bestattet. Sein Grab war bis zum Jahr 2014 als Ehrengrab der Stadt Berlin gewidmet.
Er hatte mit seiner jüdischen Ehefrau Hermine Käthe geb. Schiffer (1882–?) zwei Söhne, Hans-Gerhart Sievers (1911–1972) und den Fotografen Wolfgang Sievers (1913–2007).
Am 5. November 2021 wurde vor dem ehemaligen deutschen Außenministerium, Berlin-Mitte, Wilhelmstraße 92, ein Stolperstein für ihn verlegt.

## Veröffentlichungen (Auswahl)
- Pieter Aertsen. Studien zur Niederländischen Kunstgeschichte des 16. Jahrhunderts, Leipzig 1908 (Dissertation)
- Moderne Kunst im Königlichen Kupferstichkabinett, 1910
- Bilder aus Indien, 1911 Digitalisat der 2. Auflage 1922
- Joachim Beuckelaer, 1911
- Die Radierungen, Holzschnitte und Lithographen von Käthe Kollwitz. Teil 1: Die Radierungen und Steindrucke von Käthe Kollwitz innerhalb der Jahre 1890 bis 1912. Ein beschreibendes Verzeichnis. Dresden 1913
- Palais des Prinzen Karl von Preußen – erbaut von Schinkel, Berlin 1928
- Karl Friedrich Schinkel. Das Palais des Prinzen August von Preußen, Berlin 1936
- Bauten für den Prinzen Karl von Preußen, 1942
- Die Möbel, 1950
- Bauten für die Prinzen August, Friedrich und Albrecht von Preußen, 1954
- Bauten für Prinz Wilhelm, den späteren König von Preußen, 1955
- Aus meinem Leben, 1966 (Autobiographie, als Typoskript veröffentlicht)